# Cantone di Langon
Il Cantone di Langon era una divisione amministrativa dell'arrondissement di Langon.
A seguito della riforma approvata con decreto del 20 febbraio 2014, che ha avuto attuazione dopo le elezioni dipartimentali del 2015, è stato soppresso.

## Composizione
Comprendeva i comuni di:
- Bieujac
- Bommes
- Castets-en-Dorthe
- Fargues
- Langon
- Léogeats
- Mazères
- Roaillan
- Saint-Loubert
- Saint-Pardon-de-Conques
- Saint-Pierre-de-Mons
- Sauternes
- Toulenne